# 平吻眶燈魚
平吻眶灯鱼（学名：Diaphus meadi）为輻鰭魚綱燈籠魚目灯笼鱼科的其中一種，分布於大西洋亞熱帶海域，屬深海魚類，棲息深度250公尺，體長可達5.4公分。

## 扩展阅读
維基物種上的相關：平吻眶灯鱼